# Glacis United Football Club
El Glacis United Football Club és un club de futbol professional de Gibraltar.
El club va ser fundat el 1965 i ràpidament esdevingué un club dominant al campionat local, guanyant 9 títols consecutius entre 1966 i 1974.

## Palmarès
- Lliga de Gibraltar:[2]

1966, 1967, 1968, 1969, 1970, 1971, 1972, 1973, 1974, 1976, 1981, 1982, 1983, 1985, 1989, 1997, 2000
- Rock Cup:[3]

1975, 1981, 1982, 1997, 1998
- Pepe Reyes Cup:

2000, 2005